# LEADTICKET
LEADTICKET(한국어: 리드티켓)는 테마파크, 워터파크, 리조트, 호텔, 콘도, 축제, 행사, 레저스포츠 등 관광레저업계 및 서비스업계에 입장권, 상품권, 체험권, 시즌회원권, 사은품 등의 바코드 및 QR토드를 활용하여 암호화하여 실시간을 만들어지는 모바일 티켓발권 시스템 서비스를 뜻한다. 이는 (주)네이플(NAPPLE Co., Ltd.  nappleco.com)의 모바일 전문가들에 의하여 개발되었으며, 대한민국에 특허등록과 상표권등록되어 있으며, 주요기능으로는 모바일 티켓발권 시스템 및 대행서비스, 검표시스템 및 API연동, 어드민 백오피스시스템, 정산 및 통계분석관리 등과 홈티켓시스템, 온라인 O2O판매채널(놀러가자: LetsPlayTrip), 현장발권솔루션(POS, KIOSK) 등과 함께 구성된다.